# Barbara Karaśkiewicz
Barbara Karaśkiewicz (ur. 8 maja 1975 w Krynicy) – polska pianistka i kameralistka, założycielka Huberman Piano Trio, Huberman Duo, kwartetu cztero-fortepianowego 4TPianos.

## Życiorys
Edukację muzyczną rozpoczęła w wieku 5 lat w Krynicy. Od 1994 studiowała w Akademii Muzycznej w Katowicach w klasie prof. Moniki Sikorskiej-Wojtachy, otrzymując w 1999 dyplom z wyróżnieniem. Studia podyplomowe odbywała u prof. Wojciecha Świtały. W 2013 roku pianistka uzyskała stopień doktora sztuki muzycznej. Tematem jej rozprawy były Aspekty wyrazowe i wykonawcze w utworach fortepianowych Romana Statkowskiego, a promotorem Maciej Zagórski. W 2018 uzyskała stopień doktora habilitowanego w dziedzinie sztuk muzycznych w dyscyplinie artystycznej „instrumentalistyka”. Oba stopnie zostały nadane na Uniwersytecie Muzycznym Fryderyka Chopina w Warszawie.
Zdobyła wiele nagród i wyróżnień na konkursach krajowych i międzynarodowych, m.in.: w IV Międzynarodowym Konkursie im. K. Szymanowskiego w Łodzi wyróżnienie oraz Nagrodę dla Najlepszego Polaka ufundowaną przez Ministerstwo Kultury i Sztuki, V nagrodę (I i II nie przyznano) na Ogólnopolskim Konkursie Pianistycznym im. Fryderyka Chopina w Warszawie, Nagrodę im. T. Żmudzińskiego za najlepsze wykonanie utworów K. Szymanowskiego podczas XXIX Festiwalu Pianistyki Polskiej w Słupsku.
Pianistka występuje jako solistka recitali fortepianowych, koncertów symfonicznych. Wydała dotychczas sześć płyt solowych oraz trzy zawierającą muzykę kameralną. 
W latach 2005 i 2008 ukazały się dwie płyty pianistki zawierające utwory polskiego kompozytora Romana Statkowskiego dla wytwórni Acte Prealable. W roku 2009 została opublikowana płyta z utworami brytyjskiego współczesnego kompozytora Michaela Garretta (2009), na bazie której wydawnictwo Europa Edition wydało album nutowy zawierający utwory nagrane na płycie. W roku 2015 ukazał się album Roman Statkowski: Piano Music (Divine Art Ltd.), zaś w roku 2017 Karol Szymanowski: Piano Music (Divine Art/Naxos). Za ten album pianistka otrzymała nominację do Nagrody Muzycznej Fryderyk 2018 w kategorii Najlepszy Album Polski Za Granicą. W 2020 roku została wydana płyta zawierająca dzieła kameralne polskich twórców XX wieku (Polish Chamber Music of the 20th Century, Divine Art/Naxos): Sonatę d-moll op. 9 na skrzypce i fortepian Karola Szymanowskiego, Trio fortepianowe op. 1 Andrzeja Panufnika oraz IV Sonatę na skrzypce i fortepian Grażyny Bacewicz. W tym samym roku została nagrana płyta Barbary Karaśkiewicz ze skrzypaczką Magdaleną Ziarkowską-Kołacką, zawierająca utwory transkrybowane przez Bronisława Hubermana lub jemu dedykowane (wyd. Akademia Muzyczna we Wrocławiu). 
W roku 2023 w rodzimym wydawnictwie pianistki (Divine Art/Naxos) ukazała się płyta z dziełami S. Rachmaninowa na duet fortepianowy (z Michałem Rotem) oraz trio fortepianowe (Huberman Piano Trio). 
Barbara Karaśkiewicz jest profesorem nadzwyczajnym w Katedrze Muzyki Uniwersytetu Humanistyczno-Przyrodniczego w Częstochowie, a od niedawna związana jest również z Katedrą Kameralistyki Akademii Muzycznej we Wrocławiu.